# Zonsverduistering van 3 mei 1715

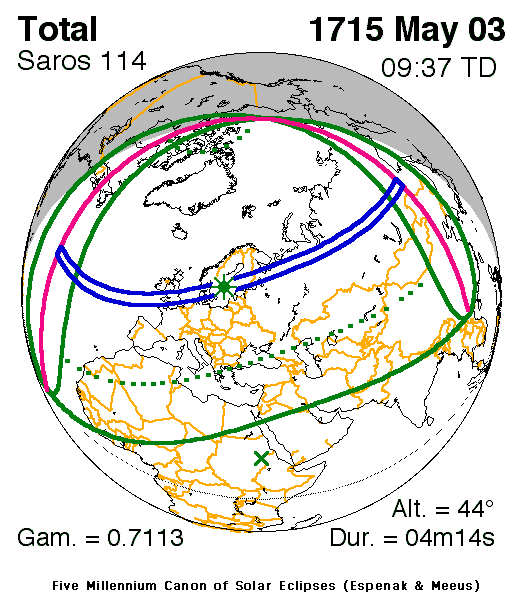
De totale zonsverduistering is de blauwe lijn

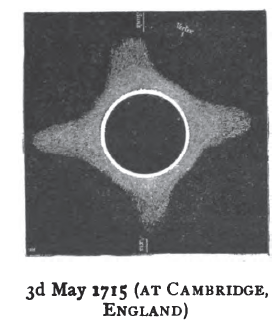
Tekening van de totale verduistering uit Cambridge.

Animatie van de zonsverduistering. De zwarte stip is de totale verduistering.

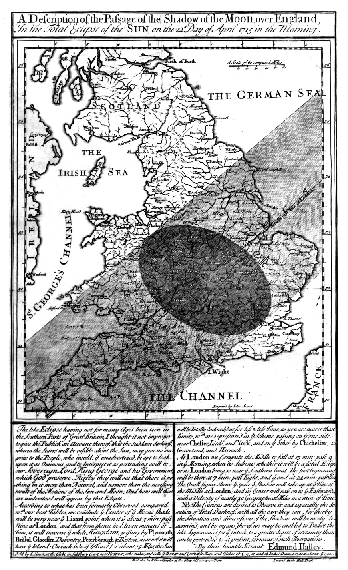
Een kaart van Edmond Halley, met daarop ingetekend het pad van de totale eclips.

De zonsverduistering van 3 mei 1715 was een zonsverduistering waarbij een gedeelte van Noord-Nederland (in ieder geval op Texel, Vlieland, Terschelling en het westelijk deel van Ameland) een totale zonsverduistering beleefde. De baan van de totale verduistering ging over Engeland, Noord-Nederland, Scandinavië en het Russische Rijk.
In Engeland werd de verduistering bekend als Halley's Eclipse, genoemd naar Edmond Halley (1656–1742) die de verduistering op 4 minuten nauwkeurig voorspelde. Er zijn weinig meldingen uit Nederland, waarschijnlijk was het bewolkt weer. In Dronrijp schreef onderwijzer Hoyte Roucoma in zijn dagboek: Den 3en Mey, tusschen 9 en 10 uur voor noen, was er een groote verduysteringe in de zon, soodanig, dat ik de school zoo lang moest stil staan laaten en niets meer zien konde als in de nagt. Ik weet niet dat ik ooyt zulken grooten verduysternisse beleefd hebbe, maar dât duyrde niet lang.
Tot op heden is dit de laatste totale zonsverduistering in het huidige Nederland geweest. De eerstvolgende zal plaatsvinden op 7 oktober 2135.